# بينوا فور
بينوا فور (بالفرنسية: Benoît Faure)‏ ولد بتاريخ 11 يناير 1899 في فرنسا، وتوفي في 16 يونيو 1980 في لوار، فرنسا، كان دراج فرنسي في صنف سباق الدراجات على الطريق.

## سجل النتائج

### سباقات أو مراحل فاز بها
- طواف فرنسا
- طواف سويسرا

## وصلات خارجية
- الموقع الرسمي

## روابط خارجية
- بينوا فور على موقع أرشيف الدراجات (الإنجليزية)
- بينوا فور على موقع إحصائيات الدراجات الإحترافية (الإنجليزية)
- بينوا فور على موقع CycleBase (الإنجليزية)